# 大河内愛美
大河内 愛美（おおこうち まなみ、1994年10月24日 - ）は、日本のガラス作家、イチナナライバー。愛知県名古屋市出身。ガラストクラス主宰。名古屋芸術大学出身。レックリングハウゼン病を患っている。

## 人物
- 身長170cm。O型。
- 小学6年生の時にテレビ東京「TVチャンピオン」でガラス工芸を知り、ガラス作家を志す。
- 2018年に発信していく事の大切さを知り、自身の難病の事をブログで発信を始め、後にSNSやイチナナライブ等、発信するツールが増えていく。発信を始めた事で、様々な取材等を受けていく。
- 好きな食べ物は、さんまの腸(はらわた)を始め、癖の強いものが好き。
- 大学卒業後は瀬戸市新世紀工芸館で２年間研修生として制作活動に励み、新世紀工芸館を修了後は、独立してフリーランスとして活動。それと同時に「ガラストクラス」というブランドを設立する。
- 2020年3月にMPNSTの手術をして、背骨にボルト7本入れる。術後治療で2020年4月〜6月に放射線治療を受ける。

## 経歴
２０１５年
・３月第８回ガラス教育機関合同作品展(東京都美術館)
２０１６年
・５月ARTIST’S CAFE vol.18 (銀座モダンアート)
・１０月滝田家アートプロジェクトトキヲムスブ(廻船問屋滝田家)
２０１７年
・２月名古屋芸術大学卒業制作展(名古屋市民矢田ギャラリー)
・３月第１０回ガラス教育機関合同作品展　(東京都美術館)
・８月ARTIST´S　CAFÉ vol.23(銀座モダンアート)
　　A．  part２ｎｄexhibition「Motion」(gallery blanｋa)
２０１８年
・２人展「おーどぶる」(ＩＳＬＡＮＤＳＵＲＦ)
・ＤＩＳＣＯＶＥＲＴＨＥＯＮＥＪＡＰＡＮＥＳＥＡＲＴ２０１８iｎLONDON(Ｍｅｎｉｅｒｇａｌｌｅｒｙ)
・ガラス表現の今－ＧＥＮ特別展(瀬戸市美術館)
・TATSUYA ART COMPETITION 2018(gallery龍屋)
２０１９年
・創造者たち(金沢２１世紀美術館)

※一部省略

## 受賞歴
２０１７年
・第６回そば猪口アート公募展　入選
・錦の宴　岩国ビエンナーレ　酒器部門　入選
２０１８年
・第１回北近江サケグラス公募展　入選
２０２０年
・第3回北近江サケグラス公募展　入賞

## メディア出演
２０１７年
・インターネットラジオ「ゆめのたね」ひとつのうた　出演
２０１８年
・ＰｉｃｈＦＭ「ＰｏｐＳｃｈｏｏｌ」出演
２０１９年
・メ～テレ up！「UPで生自慢しませんか」出演
２０２０年
•テレビ朝日「無料屋」にて作品紹介

## 催事
２０１６年　名鉄百貨店本店　出展

２０１７年　松坂屋豊田店　出展

２０１８年　松坂屋豊田店　出展

２０１９年　三越星ヶ丘店　出展
　　　　　　渋谷ヒカリエ　出展
　　　　　　ルミネ有楽町　出展
２０２０年　名古屋高島屋　出展

## YouTube
・https://youtu.be/8H4jyN_uYHA

・https://youtu.be/-m6Fw61tNm4

・https://www.youtube.com/playlist?list=PLLVM0dup3x7SC-vm03wvjSRvefx9h86F9

・https://youtu.be/sfFNm-b4ZXk